# Mekigah
Mekigah ist eine 2008 gegründete progressive Metal- und Post-Industrial-Band, die sich aktuell aus dem Musiker Vis Ortis zusammensetzt.

## Geschichte
Vis Ortis war vor der Gründung von Mekigah in unterschiedlichen Musikgruppen aktiv. Mit einigen dieser Bands hatte der aus Huonville stammende Musiker in Melbourne Veröffentlichungen aufgenommen. Häufig wurden diese Aufnahmen von Kryptus gemastert und produziert. Ortis und Kryptus blieben anschließend im Kontakt und tauschten sich über die Möglichkeit eines gemeinsamen Projektes, und die potentielle Ausrichtung eines solchen Projektes, aus. Aus dieser Idee entstand Mekigah nach Ortis Umzug nach Melbourne. Beide erarbeiteten mit The Serpent’s Kiss ein Debütalbum ohne zuvor Demoaufnahmen zu gestalten oder sich um einen Vertrag mit einem Label zu bemühen. Das Album entstand als Konzeptalbums, dass die Geschichte der biblischen Evas nach ihrer Verbannung aus dem Garten Eden, erzählen soll, wurde mit einer Vielzahl an Gastmusikern und -Sängern arrangiert. Unterdessen betonen Sprechpassagen den konzeptionellen Charakter des Albums. The Serpent’s Kiss wurde trotz der Veröffentlichung im Selbstverlag international beachtet und von Kritikern hoch gelobt.
Mit The Necessary Evil erschien 2012, das zweite Album des Duos. Erneut griffen die Musiker auf diverse Gastmusiker und -sänger zur Verwirklichung des Albums zurück. Als zugrundeliegendes Konzept bezeichnete Ortis das im Albumtitel benannte ‘notwendige Übel’. Vor diesem Hintergrund wird die Bedeutung des Bösen für ein ausgewogenes Leben als roter Faden benannt. Die Texte beleuchten teils sarkastisch teils ernsthaft Vorstellungen von Dingen die als ‘notwendiges Übel’ bezeichnet oder entschuldigt werden. Das Album wurde von Rezensenten hoch gelobt und der Band wurde bescheinigt, sie sei „im direkten Vergleich zu ihrem Debüt über sich selbst hinaus gewachsen“. In späteren Interviews gab Ortis an, dass er, das Album als Produkt der Zeit sähe und als solches schätze, es allerdings nicht erneut in der gleichen Form produzieren würde.
Noch während der Aufnahmen zu The Necessary Evil begann Ortis mit dem Schreibprozess zum dritten Studioalbum. Ortis suchte den Austausch mit Kryptus um sich mit ihm über die zukünftig musikalische Ausrichtung von Mekigah zu verständigen. Während Ortis die Musik eher intuitiv und spontan entstehen lassen wollte, bevorzugte Kryptus einen organisierten Schreibprozess. Als Konsequenz aus dieser und weiteren kreativen Differenzen hinsichtlich des zukünftigen Musikstils verließ Kryptus Mekigah, woraufhin Ortis das Projekt allein fortführte. Das dritte Album Litost wurde als erstes Mekigah-Album über ein Label veröffentlicht und erschien 2014 auf Aesthetic Death Records. Erneut band Ortis diverse Gastmusiker in die Produktion des Albums ein. Das Album wurde als roher und experimenteller Gegenüber den Vorgängern bezeichnet. Trotz der stilistischen Wandlung wurde Litost von Kritikern als hoch gelobt.
Im Zuge der Aufnahmen zu Litost schrieb Ortis Material, dass für das musikalische Konzept von Litost zu experimentell schien. Basierend auf diesen Stücken begann Ortis das vierte, 2017 ebenfalls über Aesthetic Death erschienene Album Autexousious zusammenzustellen. Lyrisch setzte Ortis einen Schwerpunkt auf kryptisch selbstanalytische Texte deren konzeptioneller Rahmen das Prinzip des freien Willens infrage stellend thematisierte. Das Album wurde in zwei Aufnahmesession in einem Abstand von sechs Monaten aufgenommen. Rezensenten nahmen das Album überwiegend positiv auf. Autexousious wurde als Mischung aus Avantgarde-Musik und Extreme Metal hoch gelobt.

## Stil
Der von Mekigah gespielte Stil gilt als schwer zu kategorisieren. Die Musik unterlag einem stetigen Wandel der die Produkte des Projektes in unterschiedliche Phasen unterteilt, sich aber keinem eindeutigen Stil zuordnen lässt. Die beiden ersten Alben gelten als strukturierter und Songorientierter. Die darauf folgenden Veröffentlichungen gelten als dunklere, weniger raffinierte dafür destruktivere Veröffentlichungen mit einem überwältigenden Raumklang.
Das Debüt wird als „metallisches Folk- und Metal-Musical“ sowie als „Rock-Oper“ kategorisiert. Gemeinhin wird der Stil des Debüts als Crossover unterschiedlicher Musikrichtungen besprochen. So werden „Doom-, Symphonic-, Dark- und Gothic Metal“ ebenso bemüht wie „Prog, Ambient, Folk und Classic“. Als Vergleiche werden Mischungen zwischen My Dying Bride und Dead Can Dance sowie Mercyful Fate und Enya bemüht. Das Album sei dabei „sehr melodisch gehalten“ mit einer getragenen und melancholisch verspielten Stimmung. Der weibliche Klargesang sei indes „klassisch angehaucht“, der männliche hingegen „mit einer Folk-Seele belegt“. Die instrumentalen Arrangements „spielen […] zwischen einer Art symphonischer Zerbrechlichkeit und düsteren, fast schon sakralen Arrangements hin und her“. Dennoch sei das Album von „metallischer Härte“ gekennzeichnet.
Das zweite Album The Necessary Evil gilt zumeist als düsterer gegenüber dem Vorgänger. Diesmal wurden neben dem Stilbegriffen Doom- und Gothic Metal Dark Ambient und Black Metal als Einflussfaktoren benannt. Dabei wurde das Album aufgrund seiner langsamen und orchestralen Ausrichtung mit Type O Negative verglichen. Das Album gilt weiterhin als Gitarren- und Rifforientierter. Der Gesang sei gegenüber dem Vorgänger tiefer und mute sakral an. Die Melodieführung sei schleppend und bedrohlich. Der Einsatz der Synthesizer wird als „theatralisch symphonische Klangkunst, die manchmal sogar einen leicht morbigen Charakter versprüht“ beurteilt. Mit Bloodlust sei allerdings ein Stück enthalten, welches sich stilistisch am Black Metal orientiere. Ortis bestätigte den Einfluss des Black Metals und bezog sich insbesondere auf Gruppen, „die sich vom traditionellen Sound wegentwickelt haben, wie zum Beispiel ULVER, DÖDHEIMSGARD etc., oder spätere Blasphemer-Sachen von MAYHEMs Ableger AVA INFERI.“ Einen Einfluss aus dem Gothic negierte er hingegen.
Das dritte Album Litost gilt als radikale Abkehr vom strukturiert orchestralen Klang der ersten beiden Veröffentlichungen. Die Musik wird als Mischung aus Doom, Noise, Industrial, Black Metal, Ambient und Klassik kategorisiert. Das Album wird indes mit Vertretern des Industrial Metal wie frühe Godflesh, P.H.O.B.O.S. oder Skin Chamber verglichen. Dabei ist Litost ein vornehmlich instrumentales Album, das eine hilflose Stimmung vermittelt. Auf dem Album würden synthetisch kalte und düstere Klanglandschaften mit Dark Ambient, Martial Industrial und Neoklassik zu einer Einheit vermengt. Das Gitarrenspiel sei zwar präsent rücke jedoch in den Hintergrund, dominant erschienen hingegen die atmosphärischen Elemente.
Autexousious, wird erneut eine stilistische Weiterentwicklung zugesprochen. Stilistisch gilt es als avantgardistische Mischung aus Ambient, Black Metal und Doom Metal. Das Gitarrenspiel wird Rezensenten zur Folge gegenüber dem Vorgänger stärker in den Vordergrund gerückt und in Besprechungen extremen Spielformen des Doom Metals nahe gestellt. Der Gesang besteht vornehmlich aus gutturalem Keifen, dass häufig mit dem Black Metal assoziiert wird. Nur gelegentlich wird Klargesang präsentiert. Ambientpassagen, Akustikgitarren und gesprochene Textpassagen ergänzen den Gesamtklang des Albums dominieren diesen jedoch nicht. Das Album bleibt laut Label betont langsam und hart.

## Diskografie
- 2010: The Serpent’s Kiss (Album, Selbstverlag)
- 2012: The Necessary Evil (Album, Selbstverlag)
- 2014: Litost (Album, Aesthetic Death)
- 2017: Autexousious (Album, Aesthetic Death)
- 2024: To Hold Onto a Heartless Heart (Album, Aesthetic Death)